# Akkol (ort i Kazakstan, Aqmola)
Akkol (ryska: Акколь) är en ort i Kazakstan.   Den ligger i oblystet Aqmola, i den norra delen av landet, 260 km nordväst om huvudstaden Astana. Akkol ligger 261 meter över havet och antalet invånare är 16 773.
Terrängen runt Akkol är platt. Runt Akkol är det glesbefolkat, med 9 invånare per kvadratkilometer. Närmaste större samhälle är Köksjetau, 13,6 km väster om Akkol. Trakten runt Akkol består till största delen av jordbruksmark.